# Laid Back
Laid Back sind ein dänisches Popduo. Es wurde 1979 vom Keyboarder Tim Stahl und dem Gitarristen John Guldberg gegründet. Ihre größten Erfolge hatten Laid Back in den 1980er und frühen 1990er Jahren mit einer eingängigen Mischung aus Synthie-Pop, Funk- und Reggaeelementen.

## Werdegang
Maybe I'm Crazy war der erste Hit in ihrer Heimat Dänemark. Den Durchbruch in Europa und Südamerika schafften Laid Back im Sommer 1983 mit der Single Sunshine Reggae. Allein in Deutschland hielt sich der Song im September und Oktober sechs Wochen an der Spitze der Charts. Während die Single in den USA floppte (in Großbritannien veröffentlichte Mungo Jerry den Song – an deren Sound er auch sehr stark angelehnt ist), entwickelte sich die B-Seite White Horse, ein gegen Drogen gerichteter Song mit einer eingängigen Basslinie, in den dortigen Clubs zum Hit. Mit der Hilfe von Prince, der einer gemeinsamen Veröffentlichung des Tracks auf einer Maxi-Single zusammen mit seinem Song When Doves Cry zustimmte, gelang es Laid Back, ihr internationales Profil zu stärken. Später (1998) schaffte es die US-amerikanische Sängerin Monifah mit einem Sample der Single White Horse in ihrem Hit Touch It bis auf Platz 9 der US-amerikanischen Billboard-Charts.
Erfolgreich war auch die Nachfolgesingle High Society Girl, die für drei Wochen in den deutschen Top Ten stand. Danach wurde es für einige Jahre stiller um das Duo. Erst im November 1989 tauchten die beiden mit der Single Bakerman wieder in den Hitlisten auf. In Österreich erreichte die Single im Februar 1990 Platz 1 der Charts und in Deutschland und der Schweiz die Top 10. Im Mai 1990 gelang dem Duo erstmals der Sprung in die britischen Singlecharts. Neben der eingängigen Melodie kam der Single auch das zugehörige Musikvideo zugute, das die beiden bei einem Fallschirmsprung ihre Instrumente spielend zeigte. Regisseur des Videos war Lars von Trier.
Einige Zusammenstellungen ihrer größten Hits folgten 1995 (Laidest Greatest) und 1999 (Sunshine Reggae). 2000 nahm das Duo seinen ersten Hit noch einmal neu auf.
2001 arbeiteten Stahl und Guldberg am Soundtrack des Spielfilms Flyvende Farmor der Regisseure Steen Rasmussen und Michael Wikke. Für diese Arbeit wurden sie mit dem Robert, dem renommiertesten Filmpreis Dänemarks ausgezeichnet.
2006 nahm der englische DJ Shaun Baker den Titel Bakerman zusammen mit Laid Back erneut auf.

## Diskografie
Alben
- 1981: Laid Back
- 1983: Keep Smiling
- 1985: Play It Straight
- 1987: See You in the Lobby
- 1990: Hole in the Sky
- 1993: Why Is Everybody in Such a Hurry
- 1999: Unfinished Symphonies
- 1999: Happy Dreamer
- 2011: Cosmic Vibes
- 2012: Cosyland
- 2013: Uptimistic Music
- 2019: Healing Feeling
- 2023: Road to Fame